# Miler Magrath

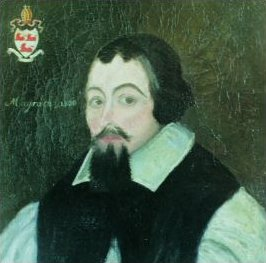
Miler Magrath, zeitgenössische Darstellung

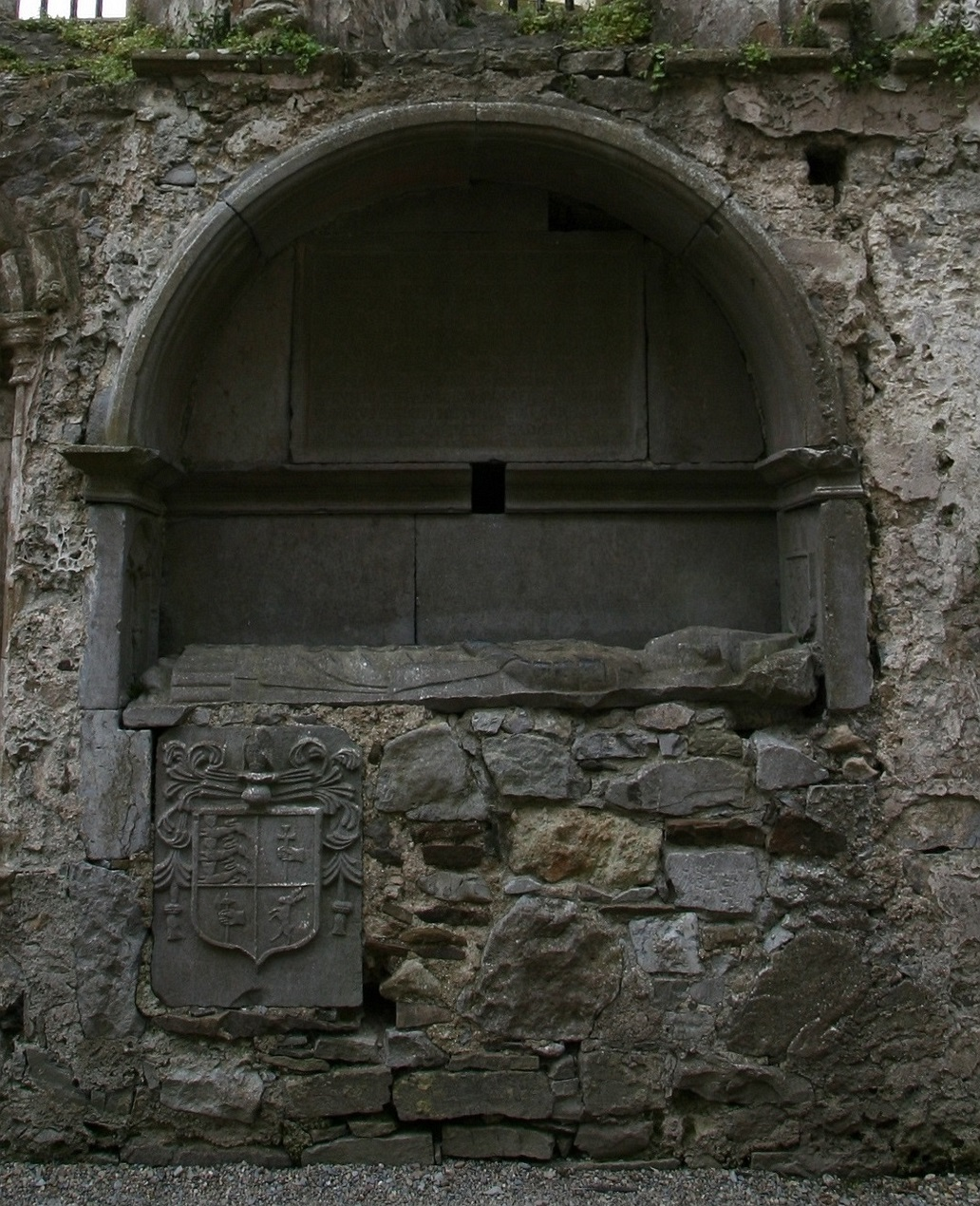
Grabmal in der Ruine der St.-Patricks-Kathedrale auf dem Rock of Cashel

Miler Magrath (auch Meiler, Myler, McGrath, eigtl. irisch Maolmhuire Mag Raith; * 1522 im County Donegal; † 24. November 1622) war ein irischer Bischof der elisabethanischen Ära. Wegen seines Doppelspiels zwischen Katholizismus und Anglikanismus und seines hemmungslosen Pfründensammelns und Ämterverkaufs ging er als the Scoundrel of Cashel – „der Schuft von Cashel“ – in die Geschichte ein.

## Leben
Magrath entstammte einer Familie aus Ulster, die erblich mit Kirchengütern belehnt war; aus ihr gingen auch die Bischöfe Richard Creagh und Dermot McGrath hervor. Es war die Zeit der englischen Reformation, die vom Königshaus ausging (Suprematsakte) und in Irland auf nationalen, feudalen und religiösen Widerstand stieß. Diesen suchte Elisabeth I. gewaltsam zu brechen.
Über Miler Magraths Bildungsgang ist nichts bekannt. Die biografischen Zeugnisse belegen, dass er literarisch und juristisch bewandert und rhetorisch geschickt war. Religiös prägend war vielleicht der Wallfahrtsort Purgatorium des heiligen Patrick, der zum Verwaltungsbereich seines Vaters gehörte. In den 1540er Jahren trat er an unbekanntem Ort den Franziskaner-Konventualen bei. 1549 empfing er, vielleicht in den Niederlanden oder in Italien, die Priesterweihe.
1565 hielt sich Magrath in Rom auf, als über die brisante Frage der Wiederbesetzung des vakanten Bischofssitzes von Down und Connor in Ulster beraten wurde. Papst Pius IV. war persönlich auf Magrath aufmerksam geworden; er ernannte ihn und veranlasste seine Bischofsweihe, die am 12. Oktober 1565 in Rom erfolgte. Magrath empfahl sich zusätzlich durch einen Vorschlag zur Einführung der Inquisition in Irland. Das lateinische Schreiben blieb jedoch ohne Folgen.
Als Magrath in Irland eintraf, befand sich sein Verwandter und Metropolit, der Erzbischof von Armagh Richard Creagh, im Exil. Im Sommer 1566 kehrte er nach Irland zurück, und Magrath vermittelte ein Treffen zwischen ihm und dem mächtigsten Clanchef von Ulster Shane O’Neill; dabei ging es um die Frage, ob sich kirchliche Treue zum Papst mit Anerkennung der weltlichen Herrschaft der englischen Königin vereinbaren ließ. Darauf setzte Creagh seine Hoffnungen, während O’Neill es vehement ablehnte. Das Gespräch brachte nur eine vorübergehende Annäherung, an der Magrath möglicherweise kein wirkliches Interesse hatte. O’Neill wurde von englischer Seite zum Hochverräter erklärt. Seine Rebellion finanzierte er u. a. aus Einkünften des Bistums Down und Connor, die dadurch Magrath entgingen.
Am 29. Mai 1567 erklärte Miler Magrath seine Unterwerfung unter die weltliche und kirchliche Herrschaft Elisabeths I. Diese begrüßte den Schritt brieflich und äußerte die Hoffnung, dass weitere vom Papst ernannte Bischöfe diesem Beispiel folgen und ihre Bischofssitze aus ihrer Hand empfangen würden. Magraths kirchliche Loyalität blieb jedoch unklar. Ende 1567 wandte er sich an Rom mit der Bitte, nach Clogher versetzt zu werden. Erzbischof Creagh, seit April 1567 wieder Gefangener im Tower, warnte den Papst brieflich vor dieser Ernennung. Magrath seinerseits verklagte Creagh in Rom auf Häresie. Seine Belege dafür wurden jedoch als Fälschungen erkannt. Daraufhin verließ Magrath 1569 Irland und reiste nach London, wo er verhaftet und bis 1571 festgehalten wurde. In dieser Zeit gelang es ihm, die Wertschätzung der Königin zu gewinnen. Am 3. Februar 1571 erhielt er die königliche Ernennung zum Erzbischof von Cashel und Emly in Munster, während er gleichzeitig nach päpstlichem Recht weiterhin Bischof von Down und Connor war.
Magraths „Protestantismus“ bestand vorwiegend in materiellen Erwägungen. Er tat nichts, um auf das religiöse Leben seiner Diözesanen Einfluss zu nehmen. Stattdessen zog er sich durch sein Bündnis mit der englischen Herrschaft und seine Selbstbereicherung den Hass der Armen und den Widerstand der lokalen Feudalherren zu. Als der anglikanische Bischof von Down und Connor starb, bemühte sich Magrath erfolglos, dorthin versetzt zu werden – er hätte dann den päpstlichen und den königlichen Bischofstitel zugleich innegehabt. Erst 1580 entzog Papst Gregor XIII. Magrath offiziell den (katholischen) Bischofstitel von Down and Connor und exkommunizierte ihn.
Während seiner fünfzigjährigen Amtszeit in Cashel war Magrath häufig und lange abwesend. Für die Eintreibung immer höherer Steuern und Abgaben sorgten seine Vertreter, darunter sein Bruder Niall. Diözesane Ämter verkaufte er an die Meistbietenden oder ließ sie unbesetzt und vereinnahmte ihre Pfründen selbst. Kirchenland, das für den Unterhalt des niederen Klerus und der Kirchengebäude bestimmt war, verpachtete er zu seinem eigenen Vorteil. Von 1582 bis zur Neuvergabe 1588 war er auch (anglikanischer) Bischof von Waterford und Lismore und nutzte den Titel in derselben Weise. Als Bischof der established church war er auch Mitglied der königlichen Provinzregierung von Munster; auch diesen Einfluss gebrauchte er zu seinem und seiner Familie Vorteil.
1575 heiratete er Amy O’ Meara aus Toomevara. Sie war katholisch und blieb es auch nach der Heirat. Aus der Ehe gingen neun Kinder hervor, die katholisch getauft und gefirmt wurden. Katholische Geistliche, Ordensleute und sogar Bischöfe, die in seiner Diözese „illegal“ predigten und Sakramente spendeten, ließ er gewähren und sogar in seinem Palais wohnen; dann aber lieferte er sie nach Dublin Castle aus und gewann dadurch weiteres Ansehen in London.
Dennoch musste er sich 1592 vor dem Kronrat verantworten, weil die Vorwürfe gegen ihn auch von königstreuer Seite unüberhörbar wurden. Es gelang ihm jedoch geschickt, sich zu verteidigen und die irischen Verhältnisse zu seinen Gunsten darzustellen, und das Vertrauen der Königin blieb ihm erhalten. Nach seiner Rückkehr richtete sich eine neue publizistische Kampagne gegen ihn, die seine Maßlosigkeit in den dunkelsten Farben malte. Wieder reiste er nach London und stellte die Anklagen als papistische Verleumdung und das Misstrauen der königlichen Repräsentanten gegen ihn als papistische Saat dar. Auf den Straßen seiner eigenen Diözese sei er in Lebensgefahr und könne nicht unbewaffnet ausgehen. Wieder gelang es ihm, Sanktionen und Konsequenzen von Seiten der Regierung abzuwenden.
In seiner langen Amtszeit hatte Magrath wesentlichen Anteil am Ruin der established church in Munster. 1607 kam eine Visitation unter Leitung des (anglikanischen) Erzbischofs von Dublin zu einem vernichtenden Urteil, und eine Verkleinerung von Magraths Jurisdiktionsbereich wurde beschlossen. Im selben Jahr bat Magrath Papst Paul V. um Absolution und Rekonziliation, die jedoch nicht erfolgte. Ein zweiter Versuch 1612 wurde vom Papst mit einer Einladung nach Rom beantwortet, der der 90-Jährige nicht nachkommen konnte oder wollte.
Miler Magrath starb 1622 im Alter von 100 Jahren. Auf seinem zweijährigen Krankenlager verfasste er seine Grabinschrift, die bis heute in seiner Grabnische in der verfallenen alten Kathedrale von Cashel zu lesen ist; darunter liegt die Halbrelieffigur eines Erzbischofs mit Pallium, die offensichtlich eine mittelalterliche Spolie und kein Porträt Magraths ist. Die Inschrift nimmt konventionell auf den heiligen Patrick und die Unwürdigkeit seines Nachfolgers Bezug, außerdem auf seine Treue zur englischen Herrschaft in kriegerischer Zeit. Rätselhaft und kaum übersetzbar sind die darauf folgenden Zeilen, die wahrscheinlich die Trennung von Körper und Seele meinen, jedoch auch auf einen anderweitigen Bestattungsort oder auf die doppelte kirchliche Zugehörigkeit des Toten bezogen wurden:
Hic ubi sum positus non sum.
Sum non ubi non sum.
Sum nec in ambobus,
sum sed utroque loco.
Wie eine Verteidigung oder Entschuldigung klingen die biblischen Schlussworte „Der Herr ist es, der mich richtet“ (1 Kor 4,4 ) und „Wer steht, gebe acht, dass er nicht falle“ (1 Kor 10,12 ).